# Tomáš Holeš
Tomáš Holeš (Nové Město na Moravě, 31 de marzo de 1993) es un futbolista checo que juega en la demarcación de centrocampista para el S. K. Slavia Praga de la Liga de Fútbol de la República Checa.

## Selección nacional
Tras jugar con la selección de fútbol sub-21 de República Checa, finalmente hizo su debut con la selección absoluta el 7 de septiembre de 2020 en un partido de la Liga de Naciones de la UEFA contra Escocia que finalizó con un resultado de 1-2 a favor del combinado escocés tras los goles de Lyndon Dykes, y de Ryan Christie para Escocia, y de Jakub Pešek para la República Checa.

### Participaciones en Eurocopas
| Copa          | Sede     | Resultado        | Partidos | Goles |
| ------------- | -------- | ---------------- | -------- | ----- |
| Eurocopa 2020 | Europa   | Cuartos de final | 5        | 0     |
| Eurocopa 2024 | Alemania | Primera fase     | 3        | 0     |

## Clubes
| Club                 | País            | Año       | Partidos | Goles |
| -------------------- | --------------- | --------- | -------- | ----- |
| F. C. Hradec Králové | República Checa | 2012-2017 | 127      | 6     |
| F. K. Jablonec       | República Checa | 2017-2019 | 66       | 7     |
| S. K. Slavia Praga   | República Checa | 2019-     | 206      | 18    |

## Palmarés

### Campeonatos nacionales
| Título                               | Club               | País            | Año  |
| ------------------------------------ | ------------------ | --------------- | ---- |
| Liga de Fútbol de la República Checa | S. K. Slavia Praga | República Checa | 2020 |
| Liga de Fútbol de la República Checa | S. K. Slavia Praga | República Checa | 2021 |
| Copa de la República Checa           | S. K. Slavia Praga | República Checa | 2021 |
| Copa de la República Checa           | S. K. Slavia Praga | República Checa | 2023 |
| Liga de Fútbol de la República Checa | S. K. Slavia Praga | República Checa | 2025 |